# Nicolas Tiangaye
Nicolas Tiangaye (ur. 13 września 1956 w Bocaranga) – polityk i prawnik, premier Republiki Środkowoafrykańskiej od 17 stycznia 2013 do 10 stycznia 2014.

## Życiorys
Nicolas Tiangaye urodził się w 1956 w mieście Bocaranga w północno-zachodniej części kraju. Ukończył studia prawnicze w Bangi oraz we Francji i w 1980 rozpoczął praktykę w zawodzie. 
Międzynarodowy rozgłos przyniosły mu głośne sprawy, których podejmował się na przestrzeni lat. W latach 1986–1987 bronił byłego dyktatora i obalonego cesarza Jean-Bedéla Bokassę. W 1989 skutecznie podjął się obrony François Bozizé, oskarżonego wówczas o działania konspiracyjne przeciwko rządom prezydenta André Kolingby. W tym samym roku założył Środkowoafrykańską Ligę Praw Człowieka, którą kierował do 2004. W 1996 podjął się obrony Jean-Paula Akayesu, skazanego ostatecznie przez Międzynarodowy Trybunał Karny dla Rwandy na dożywocie za akty ludobójstwa w Rwandzie. W 2002 skutecznie bronił byłego ministra obrony Jeana-Jacques'a Démafoutha oskarżonego o planowanie zamachu stanu przeciwko prezydentowi Ange-Félixowi Patassé.
Po odsunięciu od władzy prezydenta Patasségo przez François Bozizégo na drodze zamachu stanu w marcu 2003, jako reprezentant organizacji ochrony praw człowieka wszedł w skład Narodowej Rady Tymczasowej (CNT), tymczasowego ciała legislacyjnego z celem opracowania nowej konstytucji i organizacji wyborów. W czerwcu 2003 został wybrany przewodniczącym CNT. Był jednym z głównych autorów nowej konstytucji kraju, przyjętej w referendum w 2004 i nakładającej na prezydenta limit dwóch następujących po sobie kadencji. Narodowa Rada Tymczasowa funkcjonowała do czasu wyborów prezydenckich i parlamentarnych w marcu i maju 2005. 
Różnice zdań w sprawie ustawy zasadniczej stały się początkiem pogłębiającego się konfliktu z prezydentem Bozizé, któremu Tiangaye zarzucał nadużycia władzy. W wyborach parlamentarnych w 2005 bez powodzenia ubiegał się o mandat deputowanego do Zgromadzenia Narodowego. Przegrał rywalizację w swoim okręgu z kandydatem popierającej Bozizé partii Konwergencja Narodowa Kwa Na Kwa, oskarżając obóz rządzący o fałszerstwo wyborcze. 
Przed kolejnymi wyborami prezydenckimi i parlamentarnymi w styczniu i marcu 2011 został rzecznikiem koalicji partii opozycyjnych FARE-2011 (Front pour l'Annulation et la Reprise des Élections de 2011). W pierwszej turze wyborów parlamentarnych w styczniu 2011 po raz kolejny przegrał z kandydatem z obozu prezydenckiego. Opozycja zbojkotowała drugą turę wyborów parlamentarnych w marcu 2011, a cały proces wyborczy, włącznie z wyborami prezydenckimi, w których po raz drugi zwyciężył Bozizé, uznała za sfałszowany. 

## Premier
Nicolas Tiangaye urząd szefa rządu objął na mocy porozumienia pomiędzy prezydentem, opozycją oraz rebeliantami walczącymi z władzą centralną na przełomie lat 2012/2013. Początek konfliktu wewnętrznego w Republice Środkowoafrykańskiej nastąpił 10 grudnia 2012, kiedy przeciwko prezydentowi Bozizé wystąpiła koalicja ugrupowań rebelianckich pod nazwą Seleka, zarzucająca mu niewywiązanie się z wcześniejszych porozumień i żądająca jego ustąpienia z urzędu. W wyniku działań zbrojnych bojownicy zdołali opanować północną część kraju, zbliżając się do stolicy i zagrażając władzy prezydenta. Dopiero na skutek negocjacji międzynarodowych pod egidą Wspólnoty Gospodarczej Państw Afryki Środkowej (ECCAS) zawarte zostało zawieszenie broni, a 11 stycznia 2013 porozumienie polityczne w Libreville kończące konflikt. Zgodnie z jego postanowieniami, prezydent Bozizé zachować miał urząd do końca konstytucyjnej kadencji w 2016 oraz powołać nowy rząd jedności narodowej złożony z przedstawicieli wszystkich trzech stron na czele z premierem wyznaczonym przez opozycję i rebeliantów. Celem koalicyjnego rządu miało być przeprowadzenie w ciągu 12 miesięcy nowych wyborów do parlamentu oraz reform w sektorze wojskowym, gospodarczym i społecznym. 
13 stycznia 2013 Nicolas Tiangaye został wyznaczony przez partie opozycyjne kandydatem do urzędu premiera, co 15 stycznia potwierdziła również koalicja Seleka. 12 stycznia 2013 prezydent Bozizé zgodnie z porozumieniem z Libreville zdymisjonował rząd Faustin-Archange'a Touadéry, a 17 stycznia 2013 nowym szefem rządu mianował Tiangaye'a. 
10 stycznia 2014 Nicolas Tiangaye podczas nadzwyczajnego regionalnego szczytu Wspólnoty Gospodarczej Państw Afryki Środkowej (ECCAS) w Ndżamenie wraz z muzułmańskim prezydentem Michelem Djotodią podał się do dymisji.